# David Diehl
David Diehl (født 15. september 1980 i Chicago, Illinois, USA) er en tidligere amerikansk footballspiller, der spillede i NFL som offensive tackle for New York Giants. Han spillede for Giants hele sin professionelle karriere, fra 2003 til 2013.
Diehl var en del af det New York Giants-hold, der i 2008 overraskende vandt Super Bowl XLII efter sejr over New England Patriots. Fire år senere var han også med til at vinde Super Bowl XLVI.

## Klubber
- 2003-2013: New York Giants